# El último día de un condenado a muerte
El último día de un condenado a muerte (título original en francés: Le Dernier jour d'un condamné) es una novela de Víctor Hugo publicada en 1829. Se trata de uno de sus primeros trabajos, tras Bug-Jargal y Han de Islandia, y se ha considerado la primera obra de madurez del autor. Además de su importancia como obra literaria, es relevante por ser un alegato contra la pena de muerte.

## Contexto histórico
Víctor Hugo escribió El último día de un condenado a muerte en 1829, pero su oposición a la pena capital era anterior. Fue durante su estancia en España cuando el escritor francés la conoció por primera vez, en forma de una ejecución por garrote vil. Después, de regreso en París, presenciará ejecuciones públicas en la Place de Grève. Sin embargo, el desencadenante para la escritura de esta obra fue la ejecución de Louis Ulbach, un joven acusado de asesinar a su amante. Hugo conoció estos hechos por la prensa abolicionista de la pena de muerte y sintió la necesidad de escribir en contra de ella. Según el propio autor, a esto se unió una escena que contempló también en la Place de Grève: el verdugo engrasando las ranuras de la guillotina.
La obra apareció en 1829 anónimamente, acompañada del diario en el que teóricamente se habría basado el autor para escribirla. Sin embargo, en 1832, Hugo volvió a publicarla, esta vez con su nombre, acompañada de un prefacio todavía más explícito en la condena de la pena de muerte.

## Argumento
La historia de El último día de un condenado a muerte comienza precisamente con la siguiente exclamación: “¡condenado a muerte!”. La persona que escribe, que firma desde la prisión de Bicêtre, narra las últimas seis semanas de su vida antes de ser ejecutado. Recorre el procedimiento judicial desde la acusación hasta su condena en firme a través de flashbacks, intercalados con las rutinas diarias de la cárcel y sus interacciones con los carceleros y los demás presos. El condenado a muerte fantasea con la posibilidad de obtener el indulto, pero poco a poco se da cuenta de que su situación no tiene remedio. No se explica el crimen cometido, no se dan datos sobre la vida del condenado y no se conoce su nombre, pues el centro de la obra es la tesis que defiende Víctor Hugo: nadie debería ser condenado a muerte.

## Estructura
La novela está redactada en primera persona, pues, aunque se trata de una obra de Víctor Hugo, este pretende hacer creer al lector que es una transcripción del diario real que un preso escribió en los últimos días antes de ser ejecutado. Esto otorga al lector acceso a los pensamientos íntimos del condenado, haciendo que se identifique con él. A través de ese sentimiento, Víctor Hugo transmite su oposición a la pena de muerte. El autor elige el diario como forma de articular la novela porque es la única manera de transmitir una realidad que de otro modo quedaría oculta, y de transmitir dicha realidad de la forma más cercana posible. Aun así, esto conlleva algunas contradicciones: por ejemplo, el preso escribe que recibe dentro de la cárcel papel y tinta por primera vez cuando ya lleva cuatro capítulos del diario escritos.
Como si de un diario se tratase, la obra se divide en 49 capítulos o entradas. Sin embargo, solo pueden leerse 48. En el capítulo número 47, Víctor Hugo, en el papel de teórico editor del diario, señala que las páginas correspondientes no han podido encontrarse. Se trata de una estrategia del escritor: son esas páginas las que deberían contar la historia de la vida del condenado a muerte y dar más información sobre sus crímenes, pero Hugo deliberadamente las deja fuera para universalizar su mensaje de oposición a la pena capital.
La estructura de El último día de un condenado a muerte desafía la organización clásica de una obra literaria, pues desde el comienzo el lector sabe que el protagonista va a ser ejecutado. El final de la historia no genera suspense, pero su fuerza narrativa es tal que condiciona todo lo demás que se cuenta en la novela. Aun así, se da un hecho paradójico: en realidad, el lector nunca ve morir al hombre condenado, ya que, como se trata de una narración en primera persona, no puede escribir en su diario su propia ejecución.

## Importancia y recepción

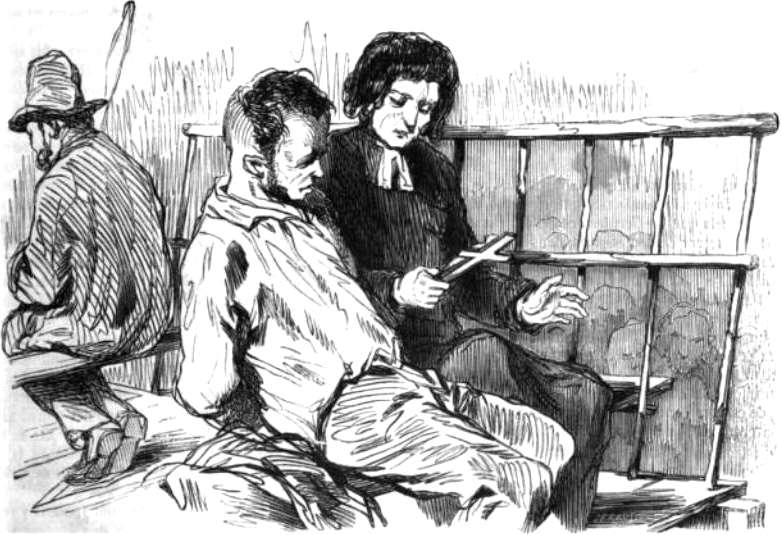
El último día de un hombre condenado a muerte (1829) de Victor Hugo.

El último día de un condenado a muerte es una obra clave en el desarrollo narrativo de Víctor Hugo y también en la formación de su conciencia social. Hugo consideró importante expresar su oposición a la pena de muerte porque creía en la responsabilidad del escritor en la transformación de la ley y del Estado, como instrumento de la justicia y la democracia. Sin embargo, para esta crítica de la pena capital, al menos en un principio, Víctor Hugo no eligió el ensayo, sino la novela. Esto ha sido interpretado como un intento de Hugo de universalizar el mensaje y conseguir que cualquier persona pueda sentirse identificada con el condenado, del que el lector apenas conoce nada. El autor no pretende que se juzgue el caso concreto de este condenado a muerte, sino despertar oposición a la pena de muerte en general.
La obra, en su pretensión de universalidad, ha sido traducida a muchos idiomas. No obstante, esto no siempre ha sido tarea fácil. Los traductores tienden a denunciar que es muy difícil encontrar términos equivalentes en otros idiomas para los conceptos legales y parlamentarios del sistema francés, además de que muchas palabras de la jerga de la cárcel no tienen traducción.